# پروانه شهریار

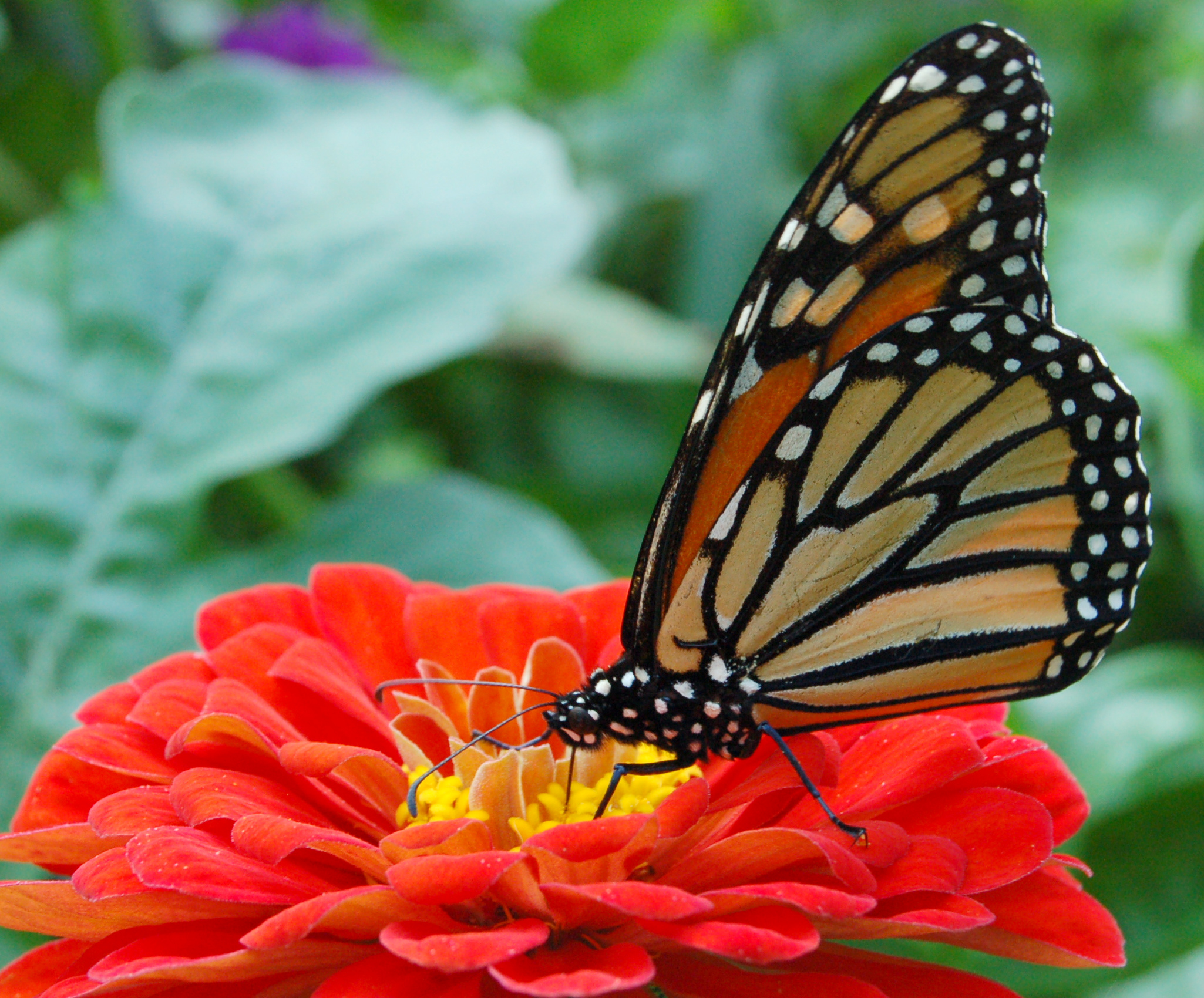

پروانه شهریار یا پروانه مونارک (به انگلیسی: Monarch butterfly) با نام علمی (به لاتین: Danaus plexippus) نوعی پروانه است. این پروانه از خانواده فرچه‌پا است.
پروانه شهریار هر ساله از کوه‌های راکی به مکزیک مهاجرت می‌کند. این پروانه حشره افتخاری (به انگلیسی: state insect) ایالت تگزاس است.
بیش از یکصدمیلیون عدد از این پروانه زمستان را روی درخت‌های کوهستان‌های سیرا مادره مکزیک در خواب سپری می‌کنند. برگ‌ها و شاخه‌های درخت‌ها مانند پتو این پروانه‌ها را که به هم چسبیده‌اند را گرم نگه می‌دارد. این پروانه‌ها طوری به صورت انبوه سطح این درخت‌ها را می‌پوشانند که از دور شبیه برگ خود درخت به نظر می‌رسند. با گرم شدن هوا و رسیدن به دمای ۱۳ درجه میلیون‌ها عدد از این پروانه سفر خود را آغاز می‌کنند و طی این سفر در پی گل انحصاری خاصی به نام علف شیر برای تخم‌گذاری در آن هستند که فقط در بهار گل می‌دهد و زمان بیدار شدن و دمای هوا هم‌زمان با روییدن این گیاه است.
پروانه‌های شهریار با داشتن عرض بالی برابر ۱۰ سانتیمتر از قابلیت زیادی برای پرواز در مسیرهای طولانی برخوردارند از این رو تنها گونه از پروانه‌ها هستند که مانند بسیاری از پرنده‌ها مهاجرت شمال به جنوب دارند. این پروانه‌ها سالانه از آمریکای شمالی راهی مکزیک شده و دوباره بازمی‌گردند. بسیاری از این پروانه‌های زیبا با طی مسیری بیش از ۵۰۰۰ کیلومتری از مکزیک به آمریکا و کانادا می‌کنند، اما از آنجایی که طول عمر آن‌ها تنها چند ماه است، تکمیل این سفر طولانی به چهار نسل از این پروانه‌های زیبا نیاز خواهد داشت. میلیون‌ها پروانه شهریار، در فصل مهاجرت خود با پرواز دسته‌جمعی در آسمان و نشستن دسته‌جمعی بر روی شاخه‌های درختان کهنسال، مناظر دیدنی را خلق می‌کنند.

## نگارخانه

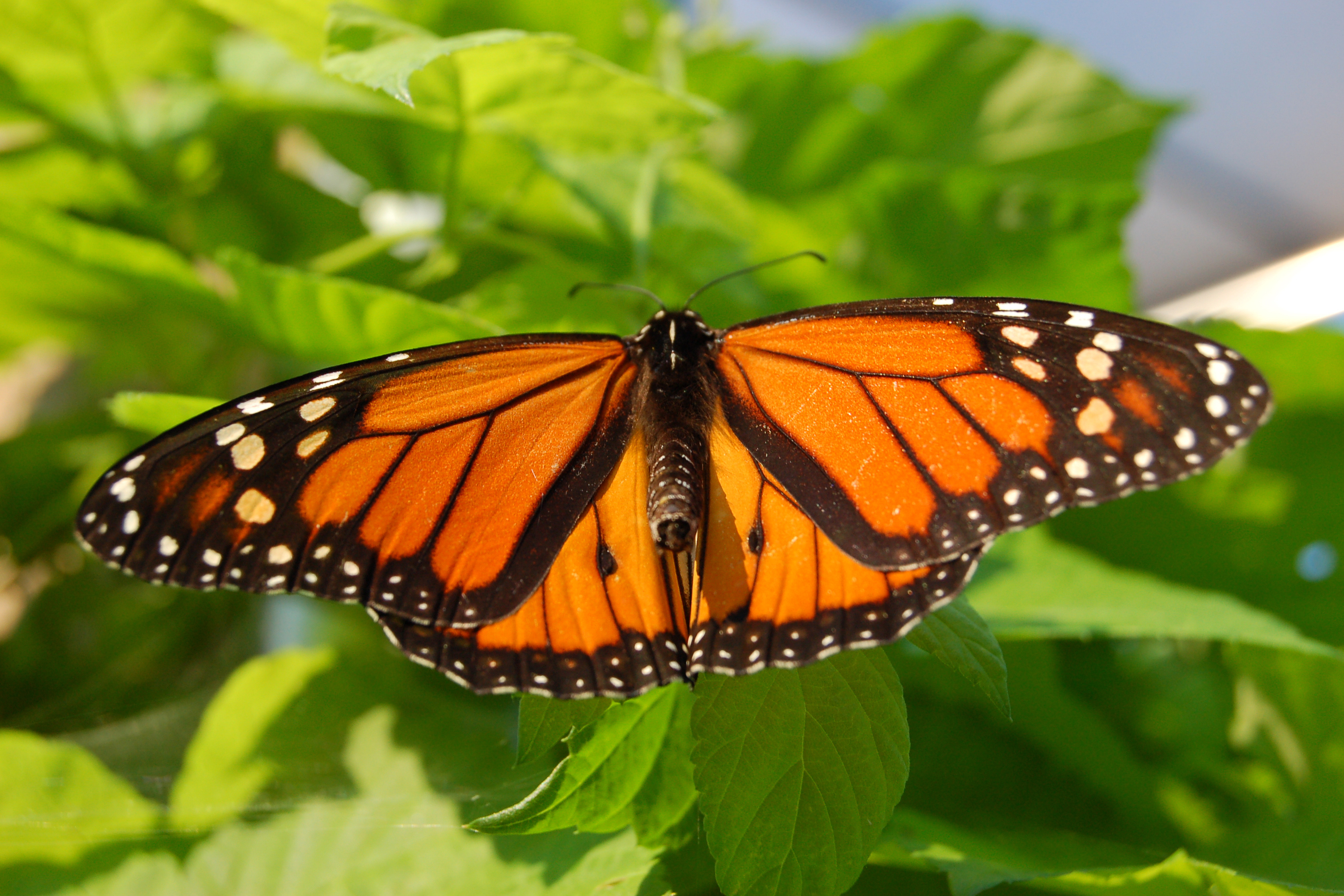
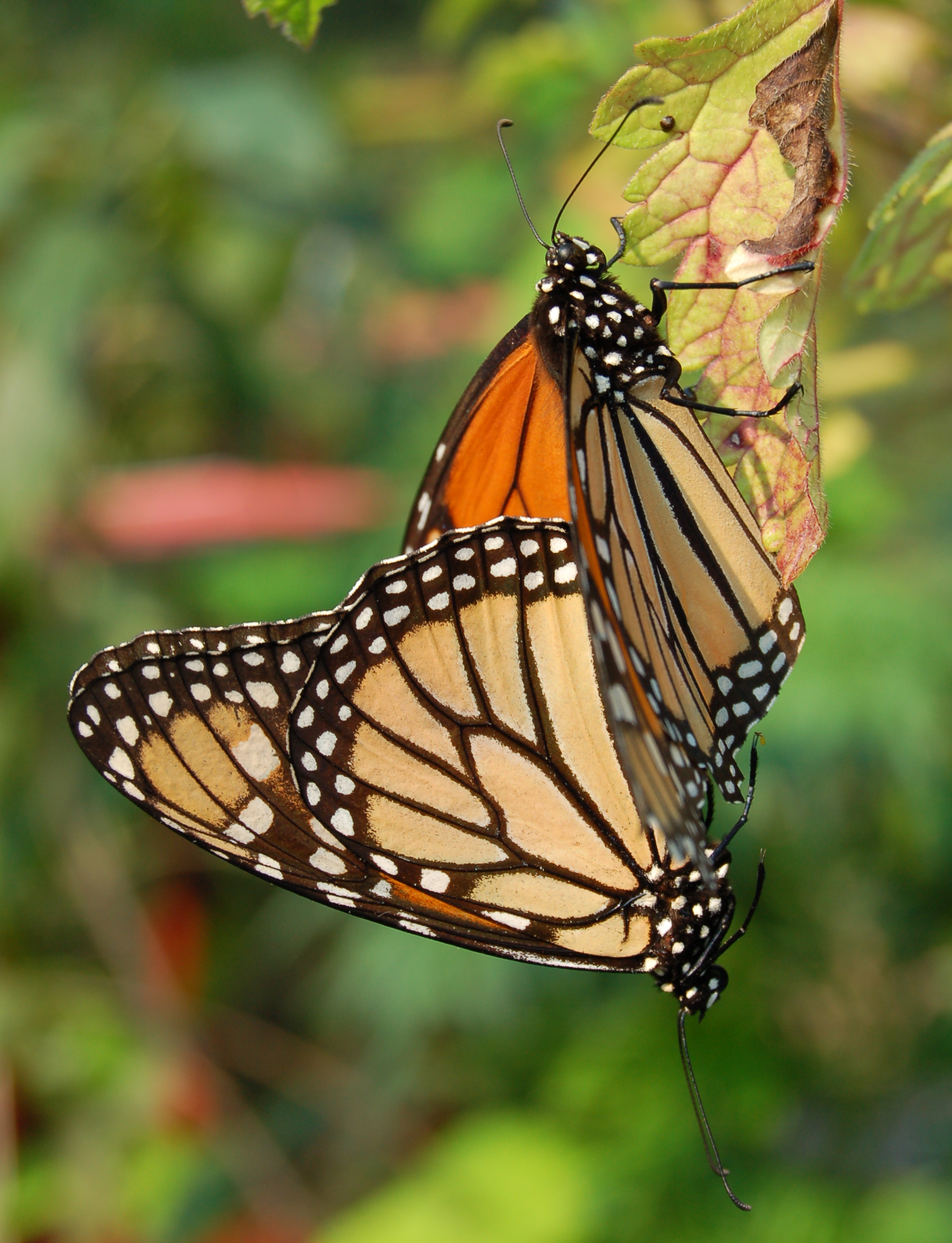
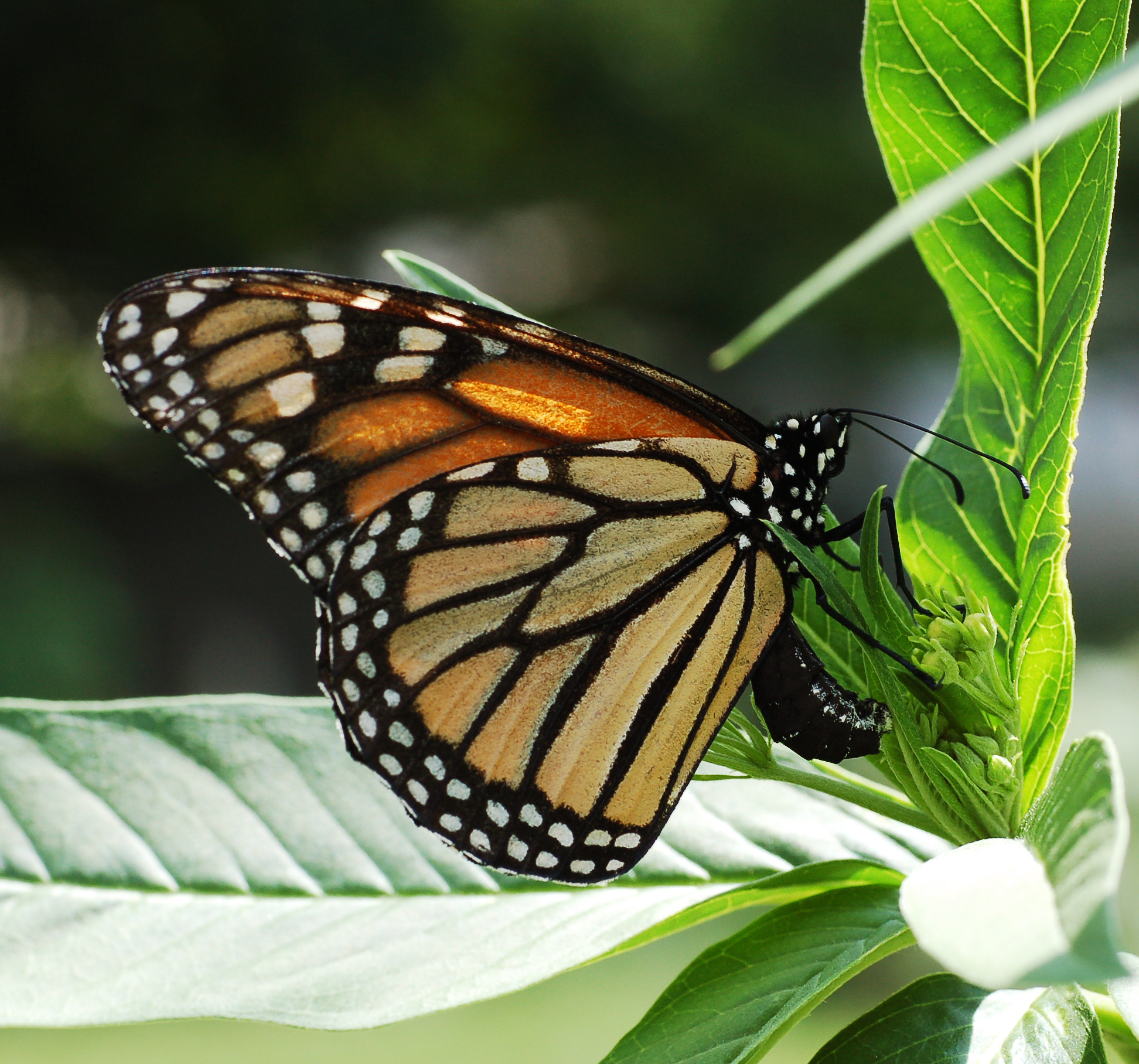
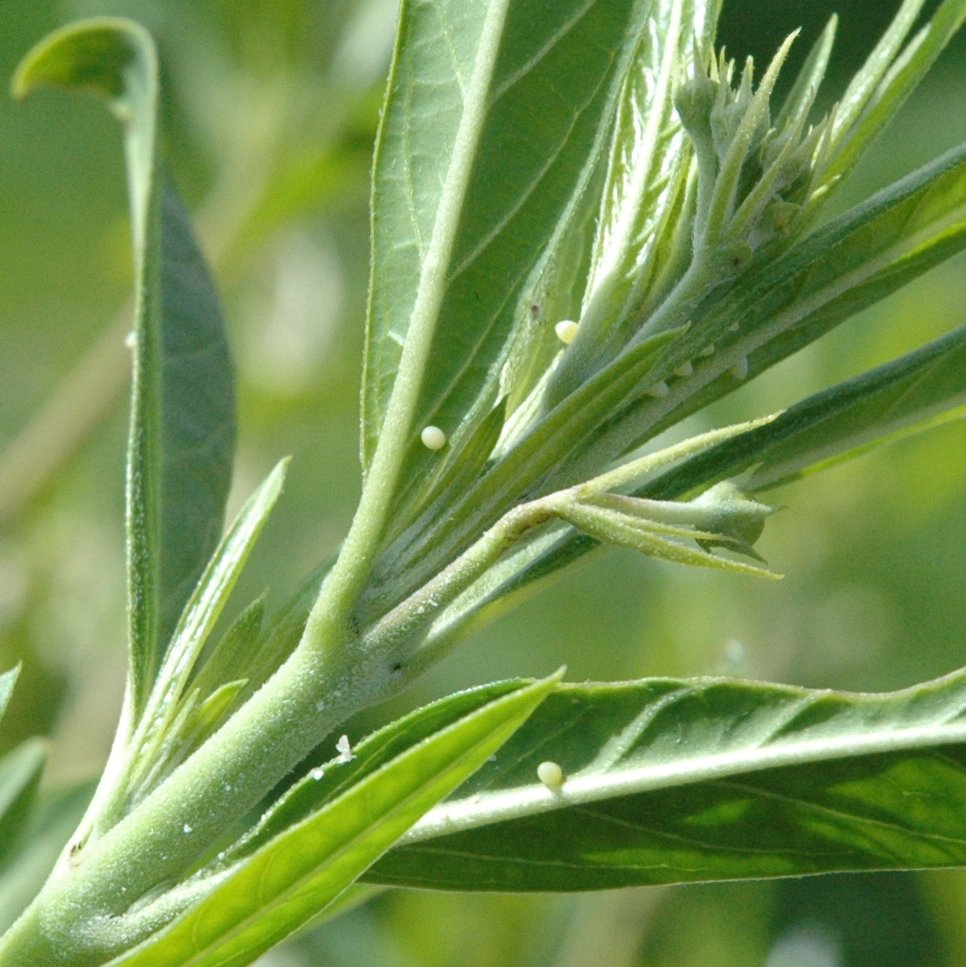
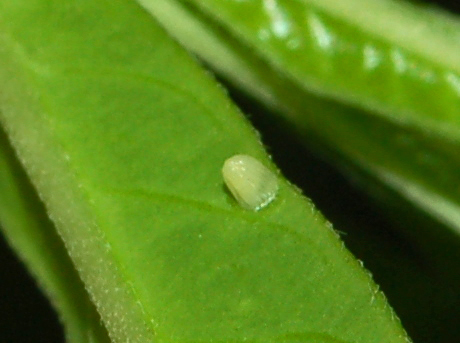
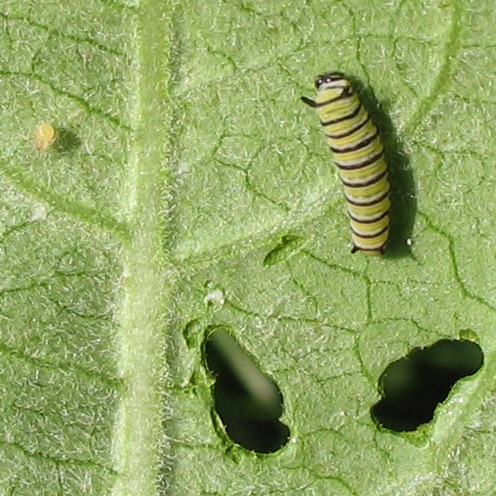
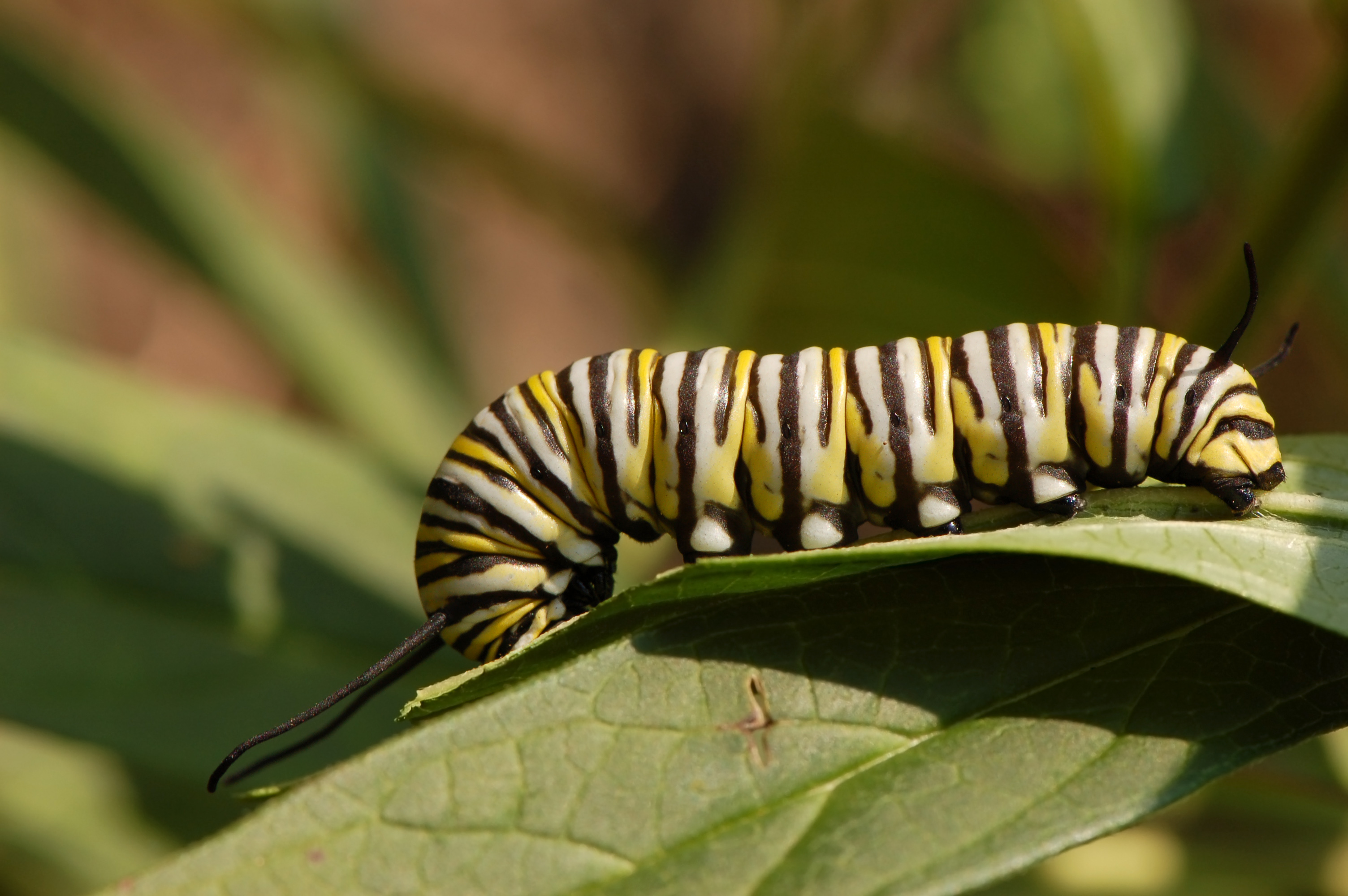
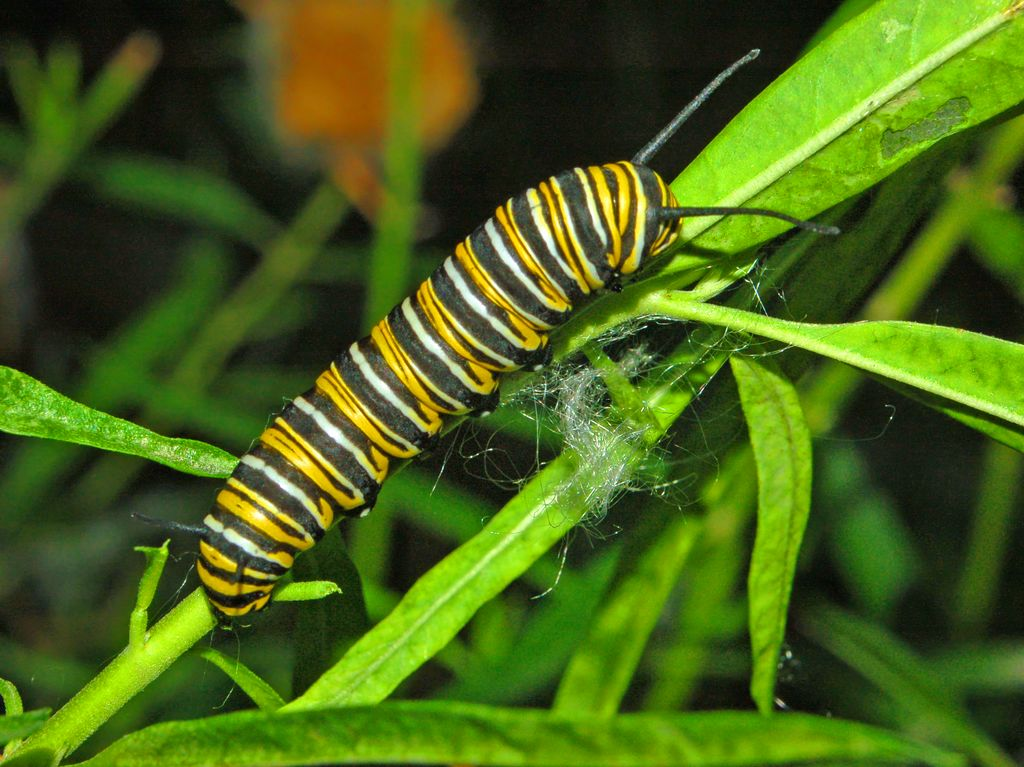
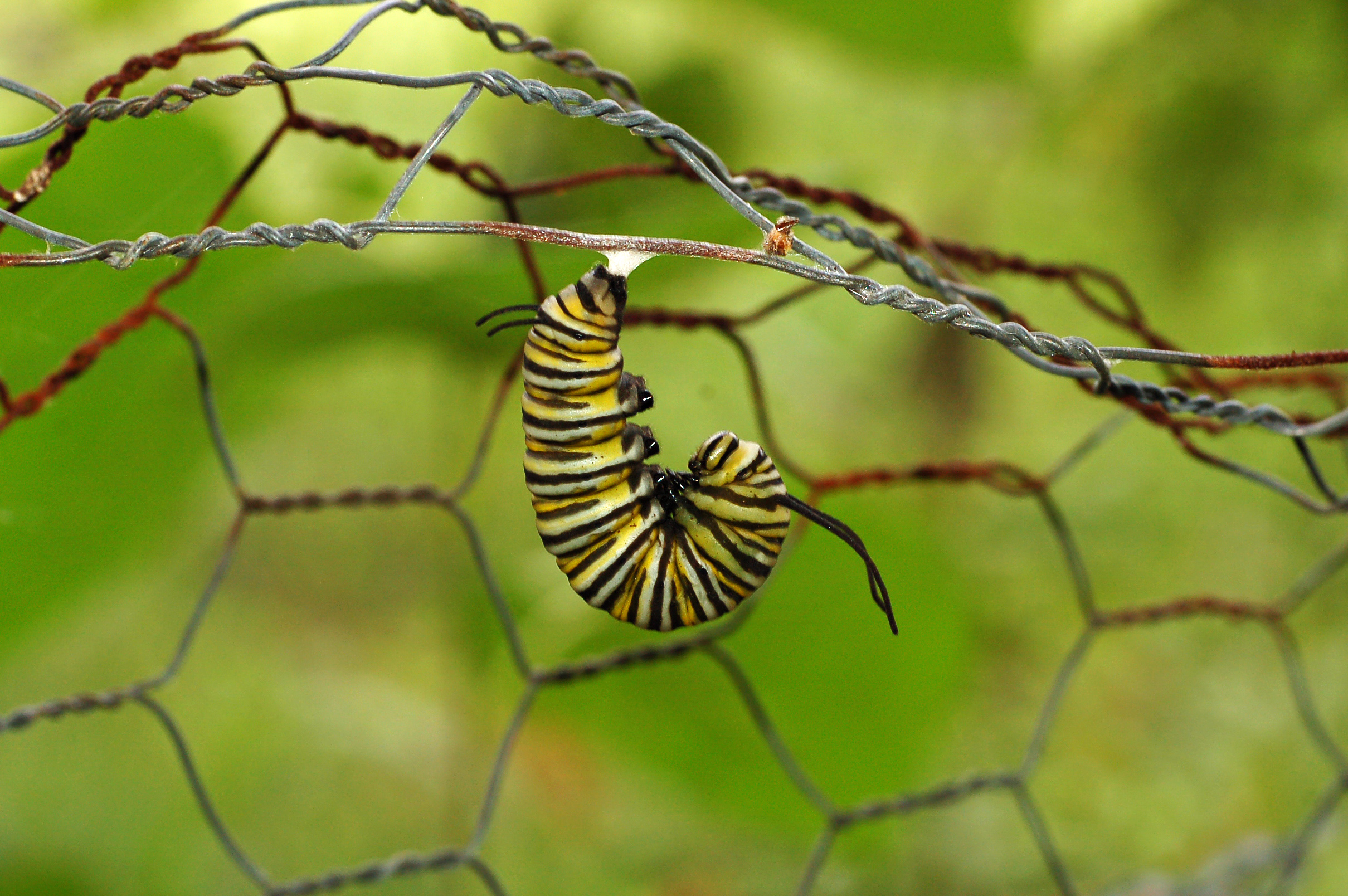
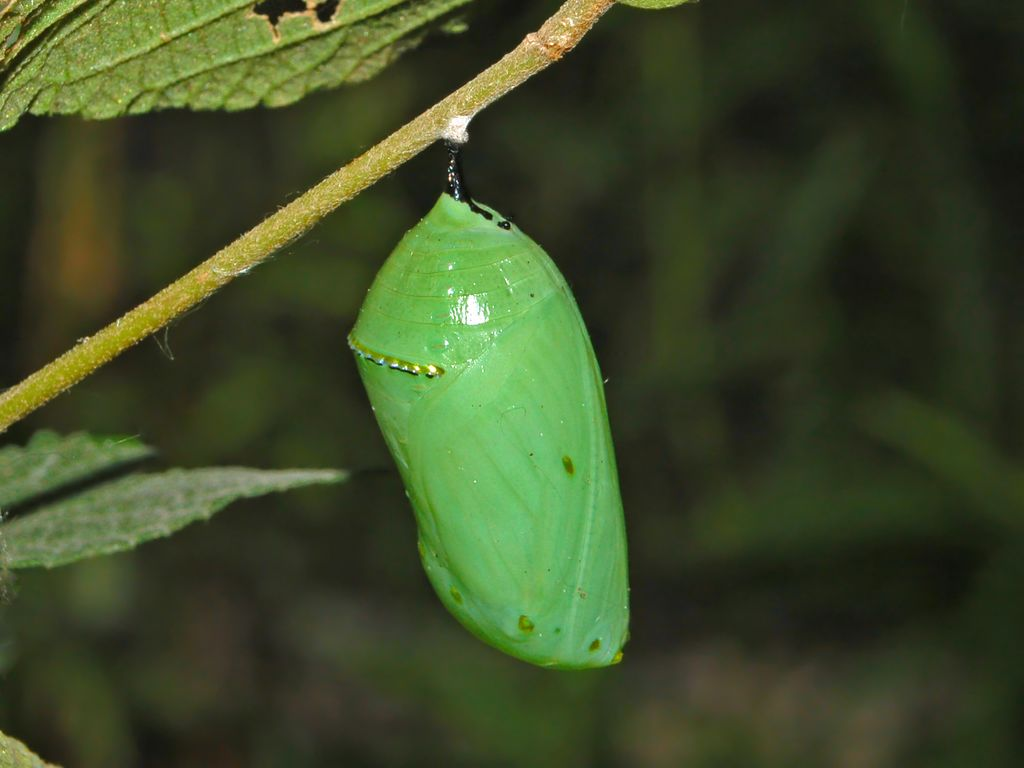
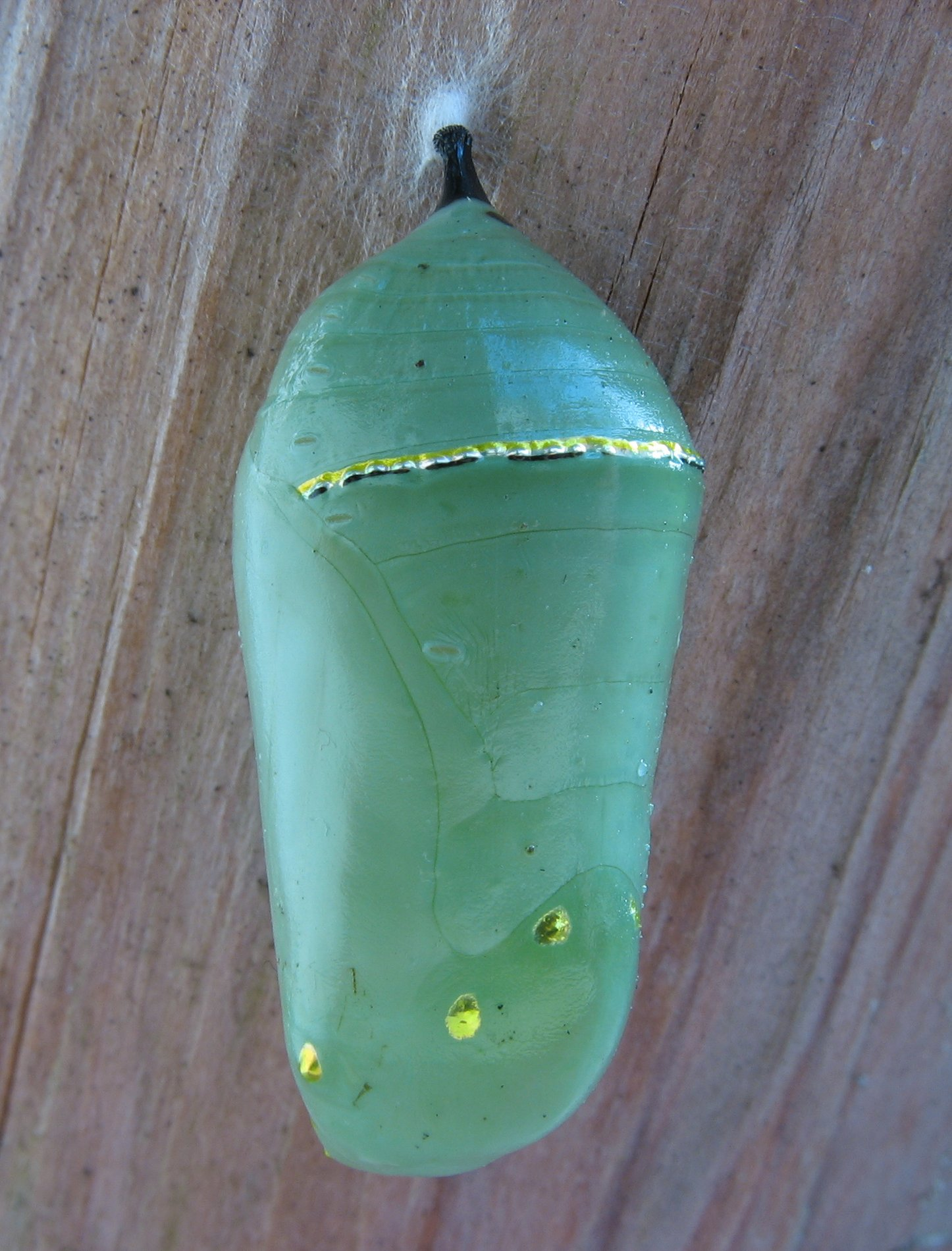
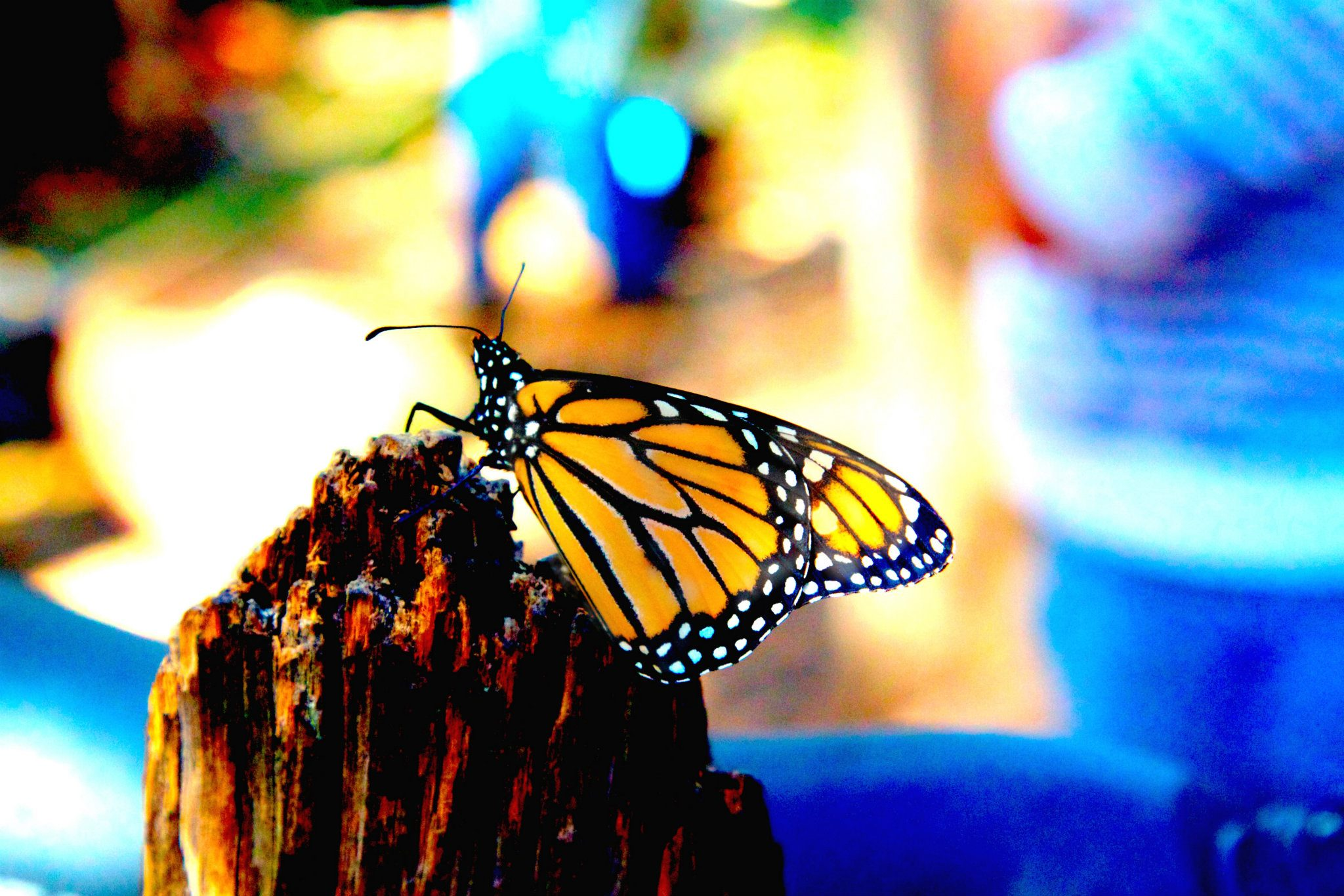
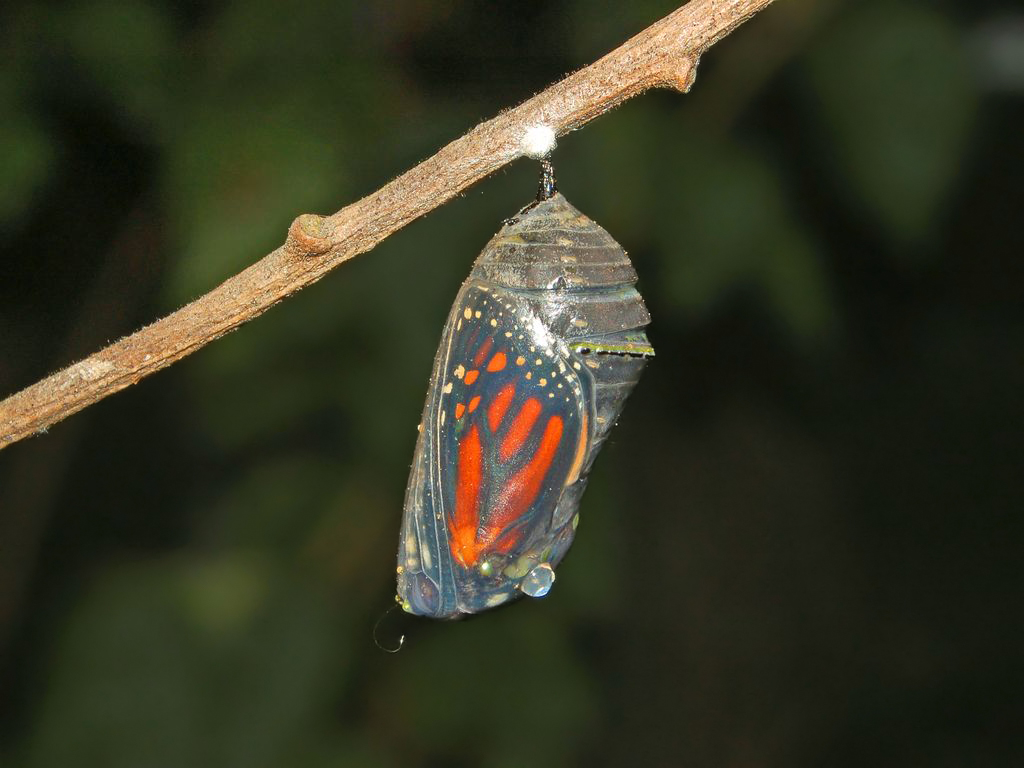
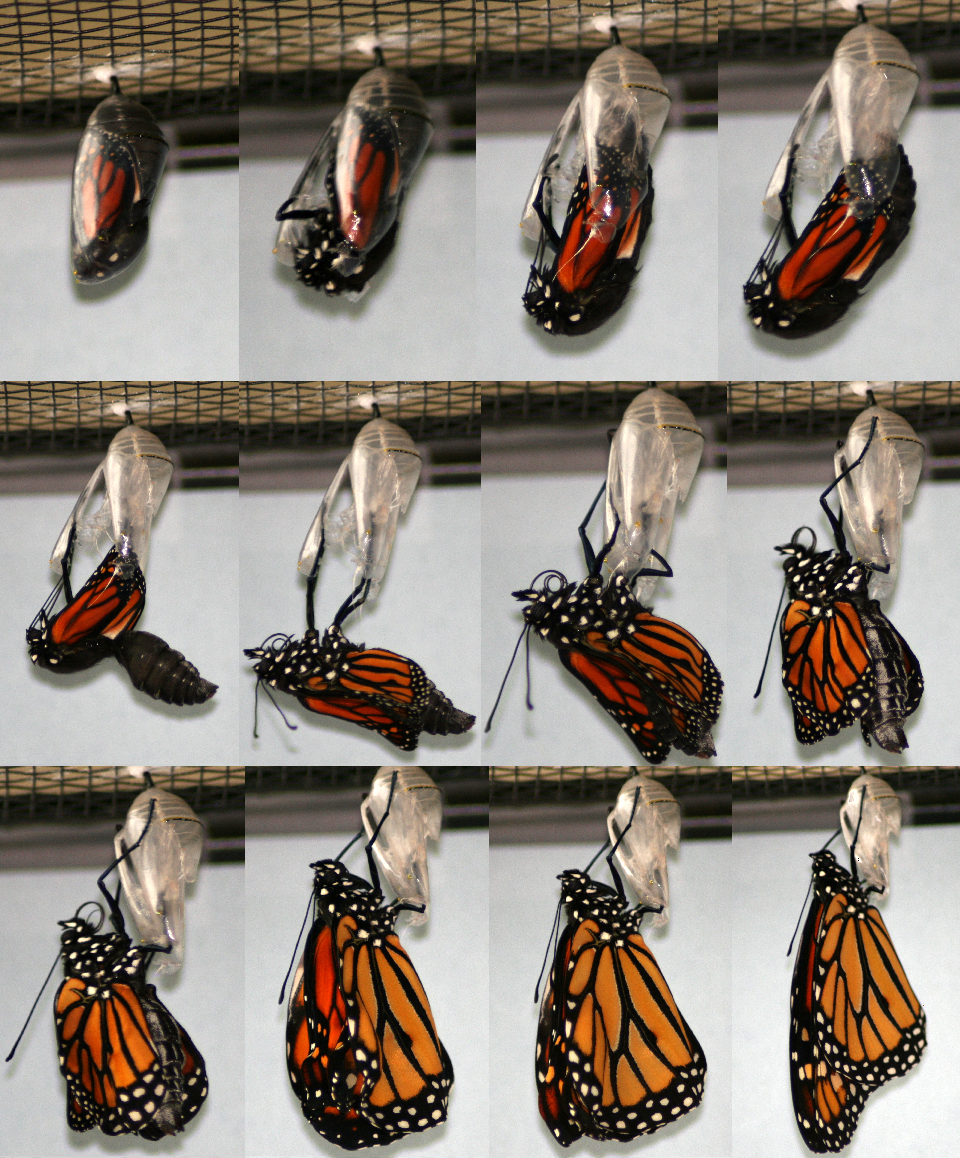
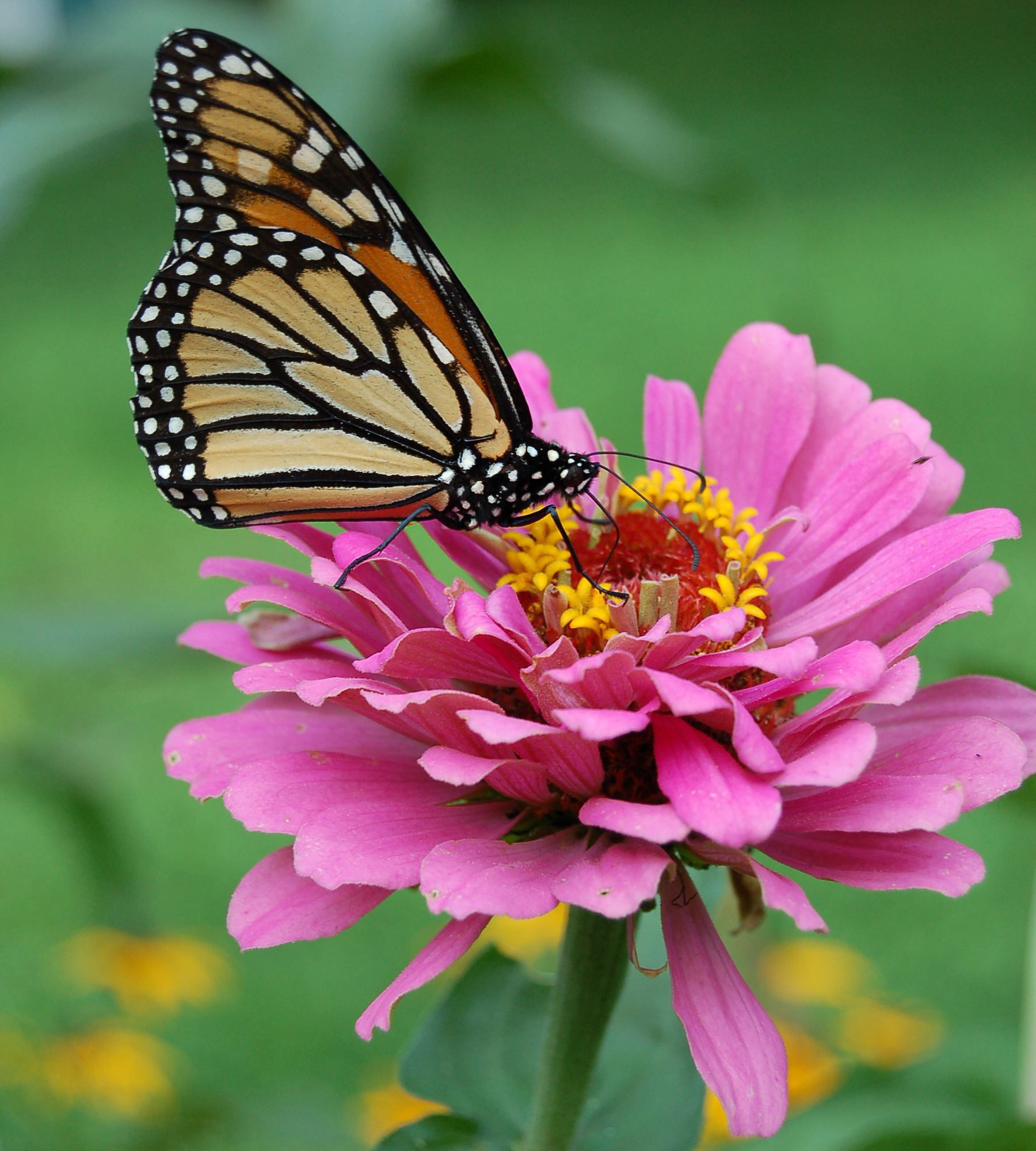
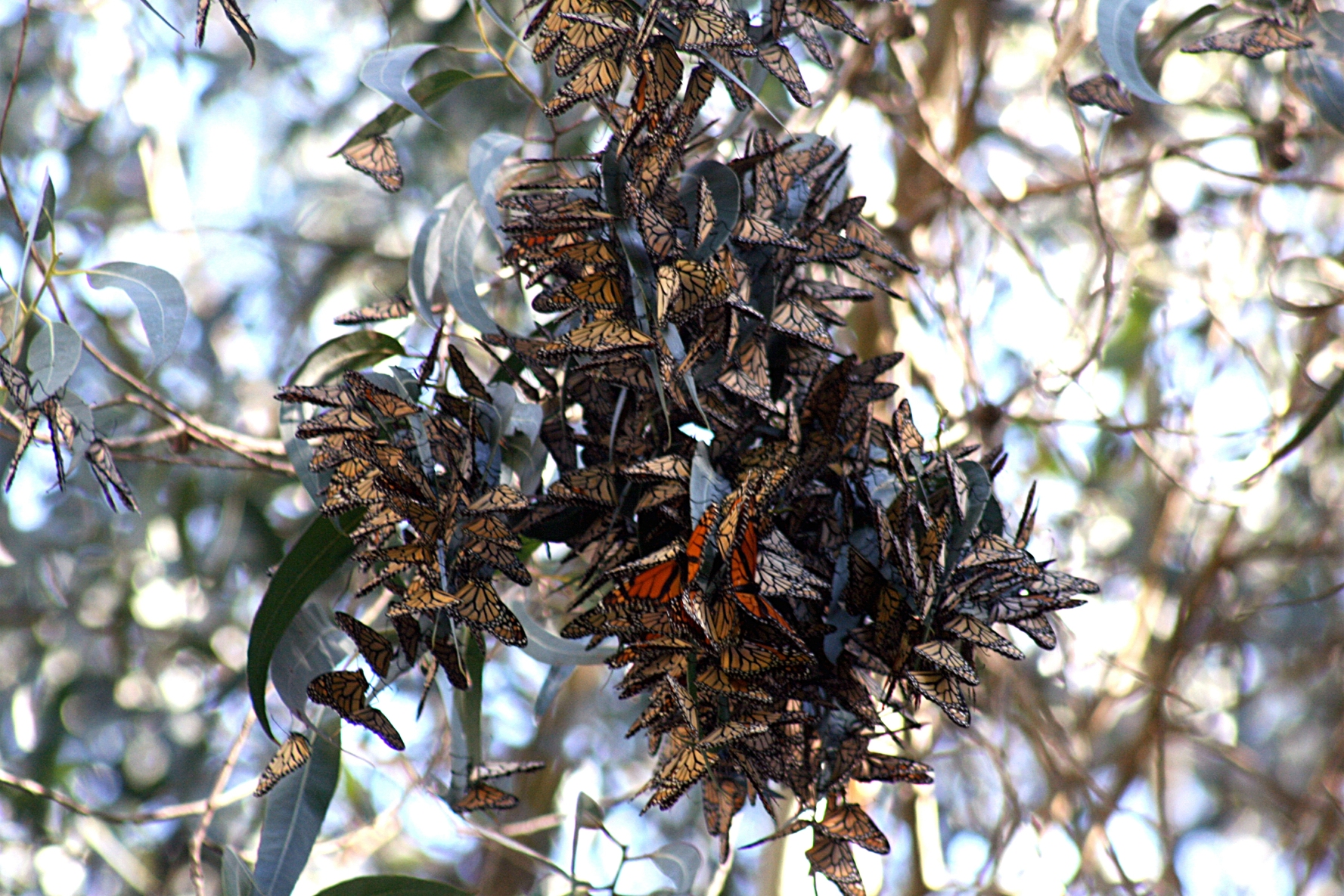
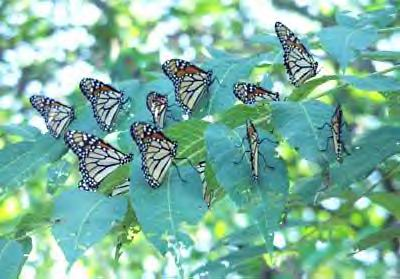